# Тратна при Гробелнем
Тратна при Гробелнем (словен. Tratna pri Grobelnem) је насељено место у општини Шентјур, Савињска регија, Словенија.

## Историја
До територијалне реорганизације у Словенији била је у саставу старе општине Шентјур при Цељу.

## Становништво
У попису становништва из 2011. године, Тратна при Гробелнем је имала 273 становника.
| Број становника према пописима | Број становника према пописима | Број становника према пописима |
| ------------------------------ | ------------------------------ | ------------------------------ |
| 1991                           | 2002                           | 2011                           |
| 252                            | 254                            | 273                            |

Напомена: До 1953. исказивано под именом Тратна.